# Chetwode
Chetwode – wieś w Anglii, w hrabstwie Buckinghamshire, w dystrykcie (unitary authority) Buckinghamshire. Leży 82 km na północny zachód od centrum Londynu. Miejscowość liczy 78 mieszkańców.